# Coptotettix beihaiensis
Coptotettix beihaiensis är en insektsart som beskrevs av Deng, W.-a. och Z. Zheng 2006. Coptotettix beihaiensis ingår i släktet Coptotettix och familjen torngräshoppor. Inga underarter finns listade i Catalogue of Life.